# 24260 Kriváň
24260 Kriváň là một tiểu hành tinh vành đai chính với chu kỳ quỹ đạo là 1528.3154830 ngày (4.18 năm).
Nó được phát hiện ngày 13 tháng 12 năm 1999.